# Biegen

Freies Biegen

Schwenkbiegen

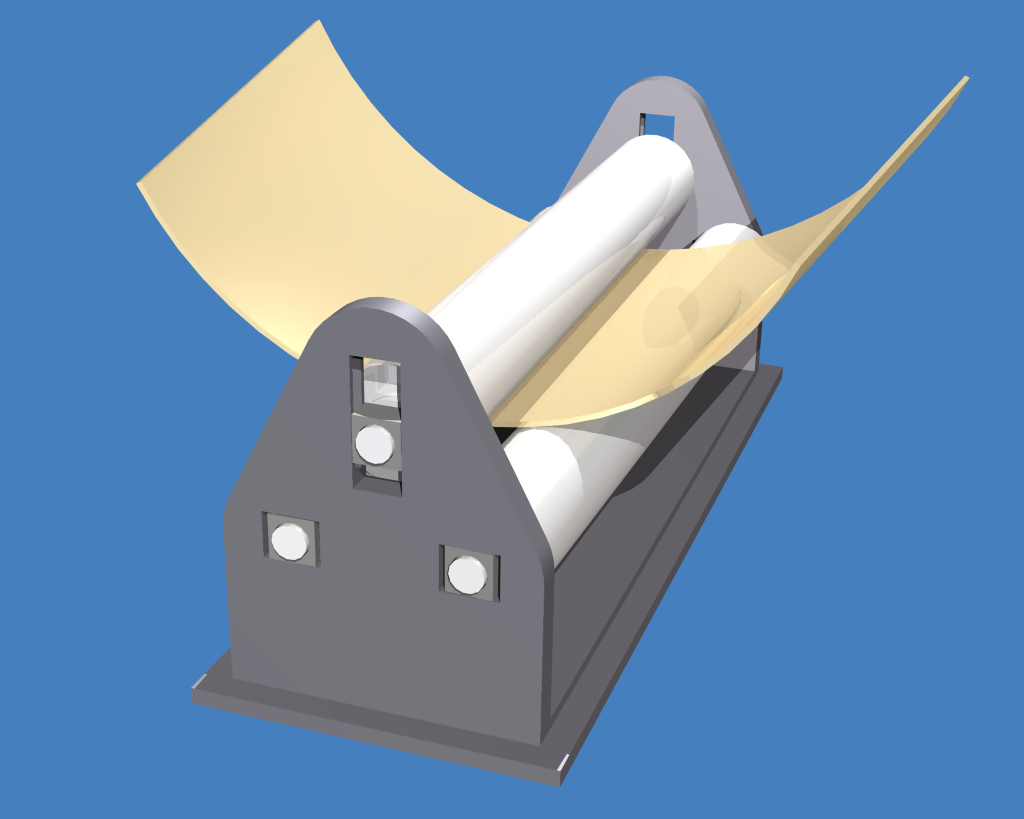
Walzrunden

Das Biegen ist eine Gruppe von Fertigungsverfahren, die zur Hauptgruppe des Umformens zählt. In der DIN 8580 wird es als Biegeumformen bezeichnet. In der Umformzone wirken dabei Biegespannungen. Genutzt wird das Biegen sehr häufig in der Blechumformung, kann aber auch für massive oder hohle Werkstücke angewendet werden; Beispiele hierfür sind das Biegen von Stangen oder Rohren.

## Einteilung
In der DIN 8586 werden die Biegeverfahren folgendermaßen eingeteilt:
- Biegeumformen mit geradliniger Werkzeugbewegung
  - Freies Biegen
    - Biegerichten
    - Freies Runden
    - Querkraftfreies Biegen

  - Gesenkbiegen
    - Gesenkrunden
    - Gesenksicken
    - Gesenkbördeln

  - Gleitziehbiegen mit dem Winden als einzige Variante
  - Rollbiegen
  - Knickbiegen
- Biegeumformen mit drehender Werkzeugbewegung
  - Walzbiegen
    - Walzrunden
    - Walzrichten
    - Wellbiegen
    - Walzprofilieren
    - Walzziehbiegen

  - Schwenkbiegen
  - Rundbiegen mit dem Wickeln als einziges Verfahren
  - Umlaufbiegen

Bei manchen Verfahren ist die zu erzeugende Form im Werkzeug enthalten (Gesenkbiegen, Gleitziehbiegen), bei anderen wird die Form ausschließlich über die Bewegung des Werkzeuges gesteuert, aber nicht über seine Form (freies Biegen, Schwenkbiegen).

## Biegen von Blechen (Abkanten, Umbördeln)
Das Biegen von Blechen, zu dem u. a. das Abkanten und Umbördeln gehören, wird im Prinzip durch das Umklappen eines Flächenteils gegenüber dem verbleibenden Flächenteil einer Blechtafel bewirkt (siehe Kantteil). Je nach den zur Anwendung kommenden handwerklichen Werkzeugen oder industriellen Verfahren und Maschinen sind relevante Ausprägungen am Werkstück wie Biegekante, Biegewinkel oder Biegeradius mehr oder weniger exakt definiert und reproduzierbar. Zur maßgenauen Bearbeitung ist dabei die Biegeverkürzung mit einzuberechnen und die Blechabwicklung vorzuplanen.
Eine Abkantung am Rand eines Blechs mit einem Biegewinkel von 90° wird als Stehfalz bezeichnet.
Eine Biegung am Rand eines Blechs mit einem Biegewinkel von 180° wird als Umschlag, Doppelung oder schlicht als Falz bezeichnet.

## Biegen von Draht
Gemäß der Norm DIN 8580 ist das Drahtbiegen der Gruppe des Biegeumformens zuzurechnen. Das Verfahren kann grundsätzlich auf alle metallischen Drähte angewendet werden und wird heutzutage häufig von automatisierten CNC-Maschinen übernommen. Das Produktspektrum reicht von Drahtspiralen über Drahtgriffe und Federn bis zu geschweißten Drahtbiegeteilen.

## Biegen von Profilen
Gebogene Rohre werden in vielen Industriebereichen eingesetzt, z. B. in der Automobil-, der Luftfahrt-, der Chemie-, der Bau- oder der Lebensmittelindustrie. Sie erlauben die Konstruktion von Leitungssystemen mit geringerem Material- und Arbeitseinsatz als bei Winkelstücken (Fittings). Neben kaltumformbaren Metall-Profilen z. B. aus Stahl, Kupfer, Aluminium, Messing oder Bronze werden zunehmend auch Kunststoff-Profile aus faserverstärkten Thermoplasten mit Hilfe lokaler Wärmeeinleitung gebogen.
Zum einfachen und schnellen, jedoch auch vergleichsmäßig ungenauen Biegen von Profilen (z. B. für Klempnerarbeiten im Heizungs- und Rohrleitungsbau) werden oftmals mobile, handbetriebene Rohrbiegevorrichtungen eingesetzt.
Zum maßgenauen Biegen von Profilen werden CNC-Biegemaschinen verwendet. Je nach Biegeaufgabe kommen unterschiedliche Biegeverfahren zum Einsatz.
Zum Biegen von sehr engen Biegeradien, bei denen das Verhältnis von Biegeradius zu Profilhöhe zwischen 0,7 und 2,5 liegt, wird das formgebundene Rotationszugbiegen eingesetzt. Dabei wird die Biegekontur von der Biegeform vorgegeben. Das Profil wird zwischen innerer und äußerer Spannbacke gespannt. Das Biegemoment wird durch die Drehung der Biegeschablone samt Spannbacken eingeleitet. Das Gegenhalterwerkzeug dient als Gegenlager zur Einleitung des Biegemoments.
Bei anspruchsvollen Biegeaufgaben mit einem Verhältnis von Biegeradius zu Profilhöhe kleiner oder gleich 1,5 werden die Werkzeugelemente Dorn und Faltenglätter verwendet. Der Dorn befindet sich im Rohrinneren in der Biegezone (Umformzone) und stützt den Profilquerschnitt, um einer Querschnittsverformung entgegenzuwirken. Der Faltenglätter wird auf Bogeninnenseite an der noch geraden Seite des Rohres positioniert und reicht bis zum Kontaktpunkt des Rohres mit der Biegeform. Er bietet keinen Raum zur Faltenbildung.
Die Faltenbildung am Innenbogen ist besonders bei sehr dünnwandigen Profilen ein typischer Versagensfall beim Profilbiegen. Ein weiterer typischer Versagensfall ist die Rissbildung am Außenbogen. Risse entstehen, wenn die Dehnung am Außenbogen die für die Umformung maximal zulässige Dehnung überschreitet. Als grober Richtwert wird beim Profilbiegen oftmals die Gleichmaßdehnung des Profil-Werkstoffes als maximal zulässige Dehnung verwendet.

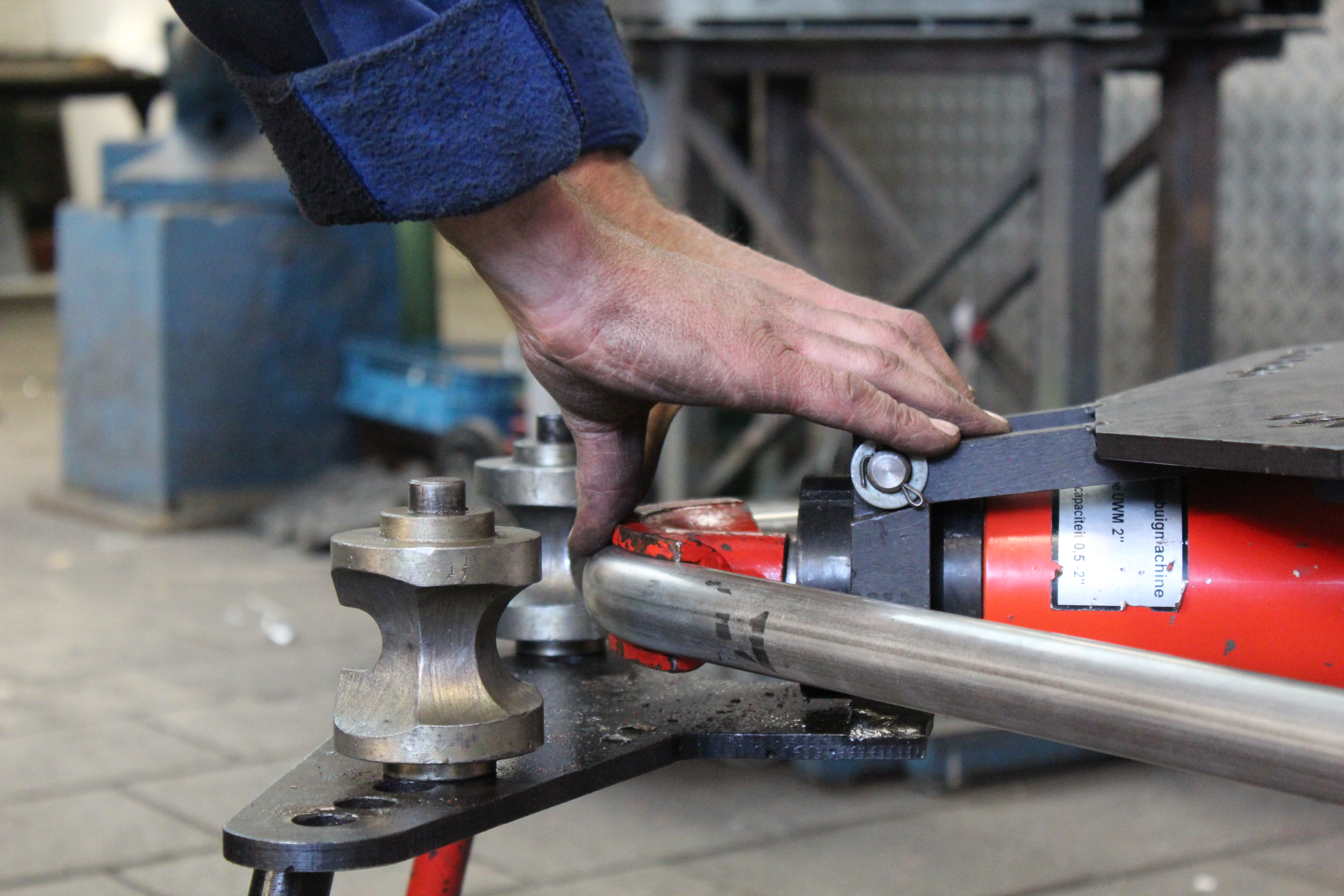
Freiformbiegen

Zum Biegen von Verhältnissen des Biegeradius zur Profilhöhe größer als 2,5 müssen Freiformbiegeverfahren verwendet werden. Dabei ist die Biegekontur nicht werkzeuggebunden, sondern wird von der Werkzeugkinematik beeinflusst.
Das bekannteste und am häufigsten angewendete Freiformbiegeverfahren ist das Drei-Rollen-Schubbiegen. Bei diesem Verfahren wird das Profil zwischen Biegerolle und Stützrolle(n) geführt und in der Transporteinheit fixiert. Durch Zustellen der Umformrolle quer zur Profillängsachse und anschließenden oder auch gleichzeitigen Profilvorschub über die Transporteinheit wird das Profil gebogen. Zum Wechseln der Biegeebene und zur Herstellung von dreidimensionalen Biegekonturen kann das Profil mit der Rotationseinheit um seine Längsachse gedreht werden.
Um einen Spline (Biegelinie / Funktion n-ten Grades) bzw. einen variablen Radienverlauf mit stetigen Übergängen zwischen den Radien herzustellen zu können, muss die Zustellung der Umformrolle (und damit der Biegeradius) während des Biegevorganges bei gleichzeitigem Profilvorschub kontinuierlich gemäß der Krümmung der Biegelinie variiert werden.
Das plastische Biegen von Profilen hat auch immer eine bleibende Verformung des Profilquerschnittes zur Folge. Im Falle der Biegung eines Rundrohres ovalisiert das Rundrohr in der Biegezone (Umformzone). Die Größe der Ovalisierung hängt von der Komplexität der Biegeaufgabe ab: je kleiner das Verhältnis von Biegeradius zu Rohraußendurchmesser, desto größer die Ovalisierung. Die Ovalisierung kann nicht vermieden werden, sie kann lediglich durch den Einsatz von Werkzeugen oder Hilfsmitteln im Rohrinneren (Biegedorne aus Metall oder Elastomer-Werkstoffen) während der Biegung reduziert werden.

## Biegen von Holz
Im Bootsbau, Möbelbau, Holzleimbau (Brettschichtholz) und Musikinstrumentenbau werden auch hölzerne Bauteile gebogen. Dies geschieht meist unter Zuhilfenahme von Dampf und Wärme (Bugholz); im Instrumentenbau mit Biegeeisen. Zum Herstellen von gebogenen Bauteilen eignen sich auch Furniere, die in Pressen zu Formsperrholz verklebt werden.